# Acutalis nigrinervis
Acutalis nigrinervis är en insektsart som beskrevs av Fowler. Acutalis nigrinervis ingår i släktet Acutalis och familjen hornstritar. Inga underarter finns listade i Catalogue of Life.